# Ministère de l'Agriculture, de la Pêche maritime, du Développement rural et des Eaux et forêts
 (septembre 2024).
La mise en forme du texte ne suit pas les recommandations de Wikipédia : il faut le « wikifier ».
Les points d'amélioration suivants sont les cas les plus fréquents :
- Les titres sont pré-formatés par le logiciel. Ils ne sont ni en capitales, ni en gras.
- Le texte ne doit pas être écrit en capitales (les noms de famille non plus), ni en gras, ni en italique, ni en « petit »…
- Le gras n'est utilisé que pour surligner le titre de l'article dans l'introduction, une seule fois.
- L'italique est rarement utilisé : mots en langue étrangère, titres d'œuvres, noms de bateaux, etc.
- Les citations ne sont pas en italique mais en corps de texte normal. Elles sont entourées par des guillemets français : « et ».
- Les listes à puces sont à éviter, des paragraphes rédigés étant largement préférés. Les tableaux sont à réserver à la présentation de données structurées (résultats, etc.).
- Les appels de note de bas de page (petits chiffres en exposant, introduits par l'outil «  Source ») sont à placer entre la fin de phrase et le point final[comme ça].
- Les liens internes (vers d'autres articles de Wikipédia) sont à choisir avec parcimonie. Créez des liens vers des articles approfondissant le sujet. Les termes génériques sans rapport avec le sujet sont à éviter, ainsi que les répétitions de liens vers un même terme.
- Les liens externes sont à placer uniquement dans une section « Liens externes », à la fin de l'article. Ces liens sont à choisir avec parcimonie suivant les règles définies. Si un lien sert de source à l'article, son insertion dans le texte est à faire par les notes de bas de page.
- La présentation des références doit suivre les conventions bibliographiques. Il est recommandé d'utiliser les modèles {{Ouvrage}}, {{Chapitre}}, {{Article}}, {{Lien web}} et/ou {{Bibliographie}}. Le mode d'édition visuel peut mettre en forme automatiquement les références.
- Insérer une infobox (cadre d'informations à droite) n'est pas obligatoire pour parachever la mise en page.

Pour une aide détaillée, merci de consulter Aide:Wikification.
Si vous pensez que ces points ont été résolus, vous pouvez retirer ce bandeau et améliorer la mise en forme d'un autre article.
Le ministère de l'agriculture, de la pêche maritime, du développement rural, des eaux et forêts est le ministère chargé de l'élaboration et de la mise en œuvre de la politique gouvernementale dans le domaine de l'agriculture et du développement rural au Maroc. 
Son siège est situé à l'avenue Mohamed-V, quartier administratif, place Abdellah-Chefchaouni, à Rabat.
L'actuel ministre de l'Agriculture est Ahmed El Bouari qui occupe ce poste depuis octobre 2024.

## Missions
Le ministère de l'agriculture et de la pêche assume, dans le respect des compétences attribuées aux autres ministères, les tâches suivantes :
- Élaboration et mise en œuvre de la politique gouvernementale dans le domaine de la préparation agricole ;
- Étude et préparation d'une stratégie d'intervention pour améliorer et revoir l'état des conditions immobilières dans le secteur agricole ;
- Prendre les mesures nécessaires pour rationaliser l'utilisation des ressources en eau pour l'irrigation ;
- Préparer et mettre en œuvre la politique gouvernementale en matière de promotion de la production agricole et de réhabilitation des organisations professionnelles agricoles dans le cadre des chaînes de production ;
- Travailler à mettre en place des mécanismes pour encourager l'investissement dans le domaine agricole ;
- Réalisation des études et recherches nécessaires au développement de l'agriculture aux niveaux national et régional ;
- Préparer les textes légaux et réglementaires relatifs aux activités agricoles ;
- Collecte, analyse et diffusion de statistiques et d'informations agricoles ;
- Préparer et mettre en œuvre une stratégie dans les domaines de l'enseignement supérieur agricole, de la recherche agricole et de la formation technique et professionnelle agricole ;
- Contribuer aux négociations relatives au libre-échange dans le domaine agricole et gérer les accords à cet égard ;
- Superviser toutes les études futures visant à trouver des marchés utiles pour la promotion des produits végétaux et animaux ;
- Préparer et contribuer aux études et projets de conversion et de valorisation des produits végétaux et animaux par l'industrialisation ;
- Suivre et étudier l'évolution des marchés nationaux et internationaux, des prix des produits agricoles et des coûts de production, et proposer des mesures d'intervention appropriées ;
- Préparer la politique du gouvernement dans le domaine de la sécurité sanitaire des plantes, des animaux et des produits alimentaires, à travers le Royaume et aux postes frontières ;
- Proposer une politique gouvernementale dans le domaine du développement villageois et assurer sa mise en œuvre, en coordination avec les autorités gouvernementales compétentes ;
- Effectuer le travail de secrétariat du comité ministériel permanent pour le développement des zones rurales et montagneuses.

Les attributions du département de l’agriculture sont définies par le décret n° 2.09.168 du 25 joumada I 1430 (21 mai 2009), relatif aux attributions et à l’organisation des directions centrales du ministère de l’agriculture et de la pêche maritime - département de l’agriculture, tel qu’il a été modifié et complété.

## Liste des ministres
| Ministre                  | Gouvernement                                                                                      | Parti |
| ------------------------- | ------------------------------------------------------------------------------------------------- | ----- |
| Abdelaziz Meziane Belfkih | Lamrani VI (1993-1994) Filali I (1994-1995)                                                       | Ind.  |
| Hassan Abouyoub           | Filali II (1995-1997)                                                                             | Ind.  |
| Abdelaziz Meziane Belfkih | Filali III (1997-1998)                                                                            | Ind.  |
| Habib el-Malki            | El-Youssoufi I (1999-2000)                                                                        | USFP  |
| Ismaïl Alaoui             | El-Youssoufi II (2000-2002)                                                                       | PPS   |
| Mohand Laenser            | el-Youssoufi I (1999-2000) el-Youssoufi II (2000-2002) Jettou I (2002-2004) Jettou II (2004-2007) | MP    |
| Aziz Akhannouch           | El Fassi (2007-2012) Benkiran I (2012-2013) Benkiran II (2013-2017) El Othmani (2017-2021)        | RNI   |
| Mohamed Sadique           | Akhannouch (2021-2024)                                                                            | RNI   |
| Ahmed Bouari              | Akhannouch (depuis 2024)                                                                          |       |

## Etablissements sous tutelles
- Laboratoire officiel d’analyses et de recherches chimiques[2]
- Office National Interprofessionnel des Céréales et Légumineuses[3]
- École nationale d'agriculture de Meknès[4]
- Institut Agronomique et Vétérinaire Hassan II[5]
- Institut supérieur des pêches maritimes
- Agence nationale de la conservation foncière, du cadastre et de la cartographie[6]
- Ecole Nationale Forestière d’Ingénieurs de Salé[7]
- Société Nationale de Commercialisation des Semences[8]
- Société de productions biologiques et pharmaceutiques vétérinaires[9]
- MOROCCO FOODEX - EACCE Etablissement Autonome de Contrôle et de Coordination des Exportations[10]
- Société royale d’encouragement du cheval[11]
- Office national de sécurité sanitaire des Produits Alimentaires[12]
- Agence nationale pour le développement des zones oasiennes et de l’arganier[13]
- Office National du Conseil Agricole[14]
- Fondation pour la promotion des œuvres sociales du personnel du ministère de l'Agriculture et de la Pêche Maritime - Département de l’Agriculture[15]
- Agence pour le Développement Agricole[16]

## Articles liés
- Ministre de l’Agriculture, de la Pêche maritime, du Développement rural et des Eaux et Forêts
- Économie du Maroc
- Agriculture au Maroc
- Pêche au Maroc